# Wilfried Kanon
Serge Wilfried Kanon (Abidjan, 6 luglio 1993) è un calciatore ivoriano, difensore dell'Al-Jahra e della nazionale ivoriana.

## Carriera

### Club

#### Gli inizi
Kanon debutta con la Primavera dell'Empoli nel Campionato Primavera nel 2010 a 17 anni. Segna il suo primo gol con l'Empoli nel pareggio 2-2 contro il Novara.

#### Gloria Bistrița
Nella stagione 2012-2013 ha giocato 25 partite nel campionato rumeno con il Gloria Bistrița.

#### Corona Brașov e ADO Den Haag
Nel 2013, dopo altre 5 partite nella massima serie rumena con il Corona Brașov, passa agli olandesi dell'ADO Den Haag.

## Palmarès

### Nazionale
- Coppa d'Africa: 1

Guinea Equatoriale 2015